# فرد کروت
فرد کروت (انگلیسی: Fred Croot؛ 30 November 1885 – ۱۹۵۸ (۷۲−۷۳ سال)) بازیکن فوتبال بود.